# Manuel Anatol
Manuel Anatol, né le 8 mai 1903 à Irun (Espagne) et mort le 17 mai 1990, est un athlète et un footballeur espagnol naturalisé français.

## Biographie
Athlète massif, Manuel Anatol excelle d'abord en athlétisme et surtout en sprint en étant champion d'Espagne sur 100 m, 200 m, 400 m et 4x400 m à Las Arenas en 1923-24. Il joue ensuite au football à Bilbao (champion d'Espagne 1924) et à Madrid au Real Madrid. Il rejoint la France où il signe au RC Paris. Avec ce club, il participe notamment à la  finale de coupe de France 1930 face à Sète. 
Naturalisé français en 1929, ce défenseur honore 16 sélections (1 but) de 1929 à 1934 en équipe de France A, après avoir été membre des équipes de France B, militaire (grâce au bataillon de Joinville), et de Paris. 
Il marque un but d'anthologie sur un coup franc de 40 mètres (ou 55 selon les sources) au gardien suisse Charles Pasche, à Colombes le 23 mars 1930.
Il n'a pas pu participer à la coupe du monde 1930 car son employeur a refusé de le libérer aussi longtemps que les deux mois de compétition.

## Carrière
- 1922-1926 :  Real Unión de Irún
- 1926-1928 :  Athletic Bilbao
- 1928-1929 :  Real Madrid
- 1929-1933 :  RC Paris
- 1933-1934 :  SO Montpellier
- 1934-1935 :  RC Paris